# Scapteromys aquaticus
Scapteromys aquaticus е вид бозайник от семейство Хомякови (Cricetidae).

## Разпространение
Видът е разпространен в Аржентина и Парагвай.